# Luxlait
Luxlait ist die größte luxemburgische Milchproduktionsgenossenschaft. Sie vertreibt Milch und Milchprodukte unter der gleichnamigen Marke.

## Geschichte
Luxlait wurde 1894 als private „Central-Molkerei“ gegründet. Die Gesellschaft firmierte dann als Aktiengesellschaft um und benannte sich in „Zentralmolkerei“ um.
Im Zweiten Weltkrieg wurde die Luxemburgische Milchwirtschaft staatlich umgestaltet, wodurch das Unternehmen einen starken Aufschwung erfuhr. Die täglich gelieferte Milchmenge stieg von 2000 Liter am Ende der 1930er Jahre auf 40.000 Liter am Ende des Zweiten Weltkrieges an.
1946 wurde das Unternehmen in eine Genossenschaft umgewandelt und in „Molkereigenossenschaft Luxemburg – Laiterie de Luxembourg“ umbenannt.
In den Jahren nach dem Krieg reduzierte sich die Zahl der luxemburgischen Molkereien drastisch. Von 150 Molkereien, die 1948 bestanden, ging die Zahl auf fünf Molkereien zwölf Jahre später zurück.
Am 2. Oktober 1978 wurden die drei letzten luxemburgischen Molkereigenossenschaften Celula, Laduno und Luxlait unter dem Namen „LUXLAIT association agricole“ (Agrarverband) (französisch socièté coopérative) fusioniert. Der Hauptsitz des Unternehmens war im Luxemburger Stadtteil Merl.

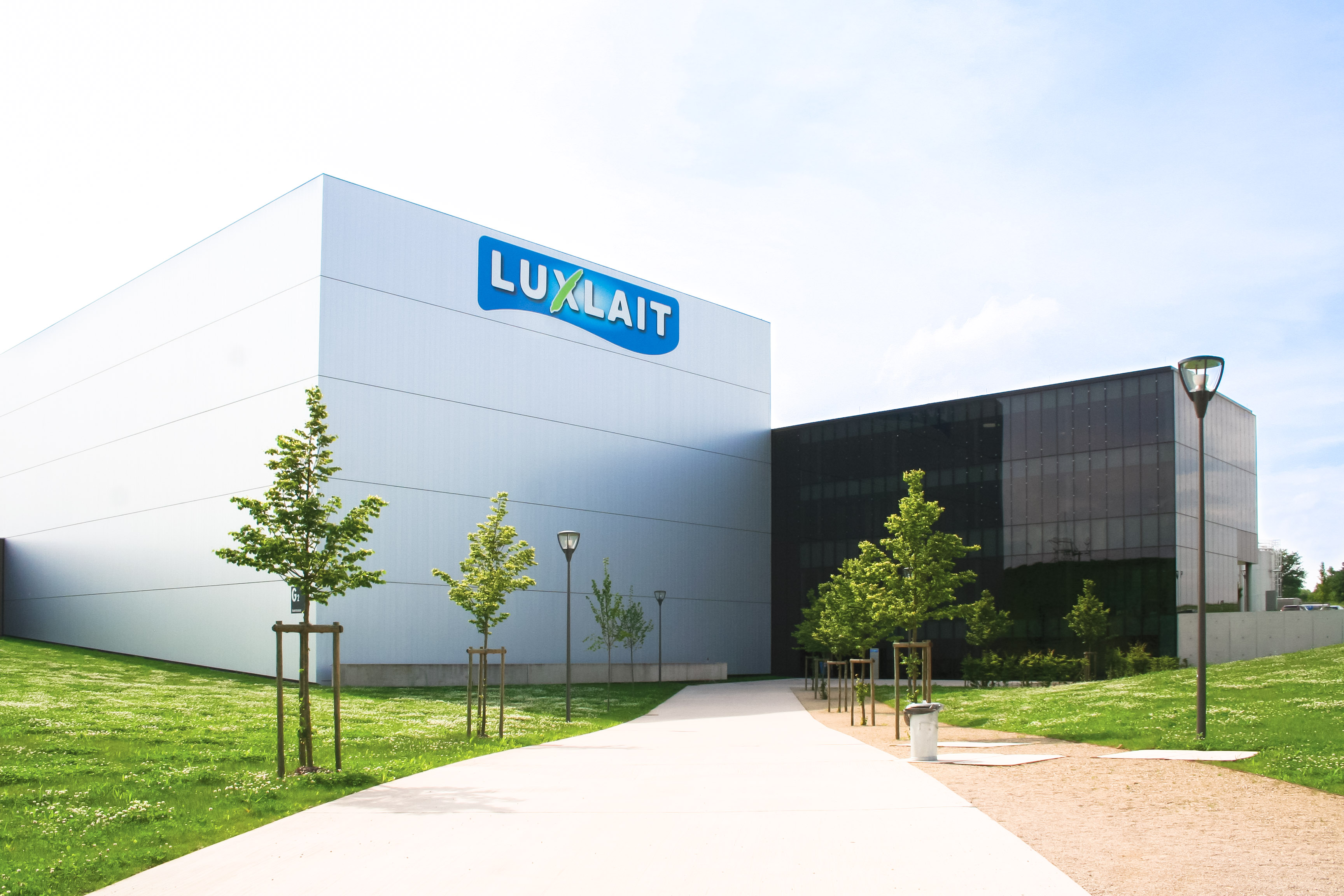
Luxlait-Molkerei

Seit 2009 hat die Luxlait ihren Sitz auf dem Roost bei Bissen und betreibt dort, neben einer deutlich größeren Fabrik, seit 2010 die Milch-Erlebniswelt Vitarium. Deswegen und da Luxlait seit Jahren einer der Hauptsponsoren der Luxemburg-Rundfahrt ist, endet die 3. Etappe 2011 auf dem Firmengelände.

## Geschäftszahlen
2005 verarbeitete die Molkerei 118.479.256 kg Milch, die von 545 Produzenten zugeliefert wurde.
2005: 248 Mitarbeiter. Umsatz 61,7 Mio. EUR.
2011: 300 Mitarbeiter. Umsatz 75 Mio. EUR. (davon 39 % Heimatmarkt)